# Edward Hand
Edward Hand (31. december 1744 – 3. september 1802) je bil ameriški vojaški častnik in politik, zdravnik ter kmetovalec, rojen na Irskem, ki je služil v kontinentalni vojski med ameriško revolucionarno vojno. Hand je dosegel čin generalmajorja in služil kot generalni pribočnik kontinentalne armade pod Georgeom Washingtonom. Po vojni se je Hand upokojil, da bi obdeloval svoje posestvo Rock Ford in služil v generalni skupščini Pensilvanije in mestni upravi[Lancaster, Pennsylvania.